# Exapateter epierana
Exapateter epierana är en fjärilsart som beskrevs av Turner 1947. Exapateter epierana ingår i släktet Exapateter och familjen förnamalar. Inga underarter finns listade i Catalogue of Life.